# Dirname
dirname je standardní unixový příkaz. Když dirname je dána cesta, odstraní všechny suffixy začínající posledním lomítkem ('/') a vrátí výsledek. dirname je popsáno v Single UNIX Specification a je primárně používán v shellových skriptech.

## Použití
The Single UNIX Specification pro dirname je:
```
dirname řetězec
```

řetězec
cesta

## Příklady
dirname bude načítat názvy cest ke složkám a bude ignorovat jakékoliv koncové lomítka
```
$ 
dirname
 
/home/martin/docs/base.wiki

/home/martin/docs

$ 
dirname
 
/home/martin/docs/

/home/martin

$ 
dirname
 
base.wiki

.

$ 
dirname
 
/

/

```

## Výkon
Protože dirname přijímá pouze jeden operand, jeho použití ve vnitřní smyčce shell skriptu mohou být zhoršovat pro výkon. Zvažte
```
 
while
 
read
 
file
;
 
do

     
dirname
 
"
$file
"

 
done
 
<
 
some-input

```

Výše uvedený část kódu by mohl způsobit samostatné vyvolání procesu pro každý řádek vstupu. Z tohoto důvodu se obvykle namísto toho používá shell substituce
```
 
echo
 
"
${
file
%/*
}
"
;

```

nebo pokud  musí být také řešeny relativní cesty
```
 
if
 
[
 
-n
 
"
${
file
##*/*
}
"
 
]
;
 
then

     
echo
 
"."

 
else

     
echo
 
"
${
file
%/*
}
"
;

 
fi

```

Všimněte si, že tento kód manipuluje s koncovými lomítky jinak, než dirname.